# Саян (Воєводина)
Саян (серб. Сајан) — село в Сербії, належить до общини Кікинда Північно-Банатського округу в багатоетнічному, автономному краю Воєводина. Розташоване в історико-географічній області Банат. 

## Населення
Населення села становить 1376 осіб (2002, перепис), з них:
- мадяри — 1195 — 88,64%;
- серби — 121 — 8,97%;

Решту жителів  — з десяток різних етносів, зокрема: хорвати, роми, македонці і кілька русинів-українців.